# 퍼시픽림 국립공원

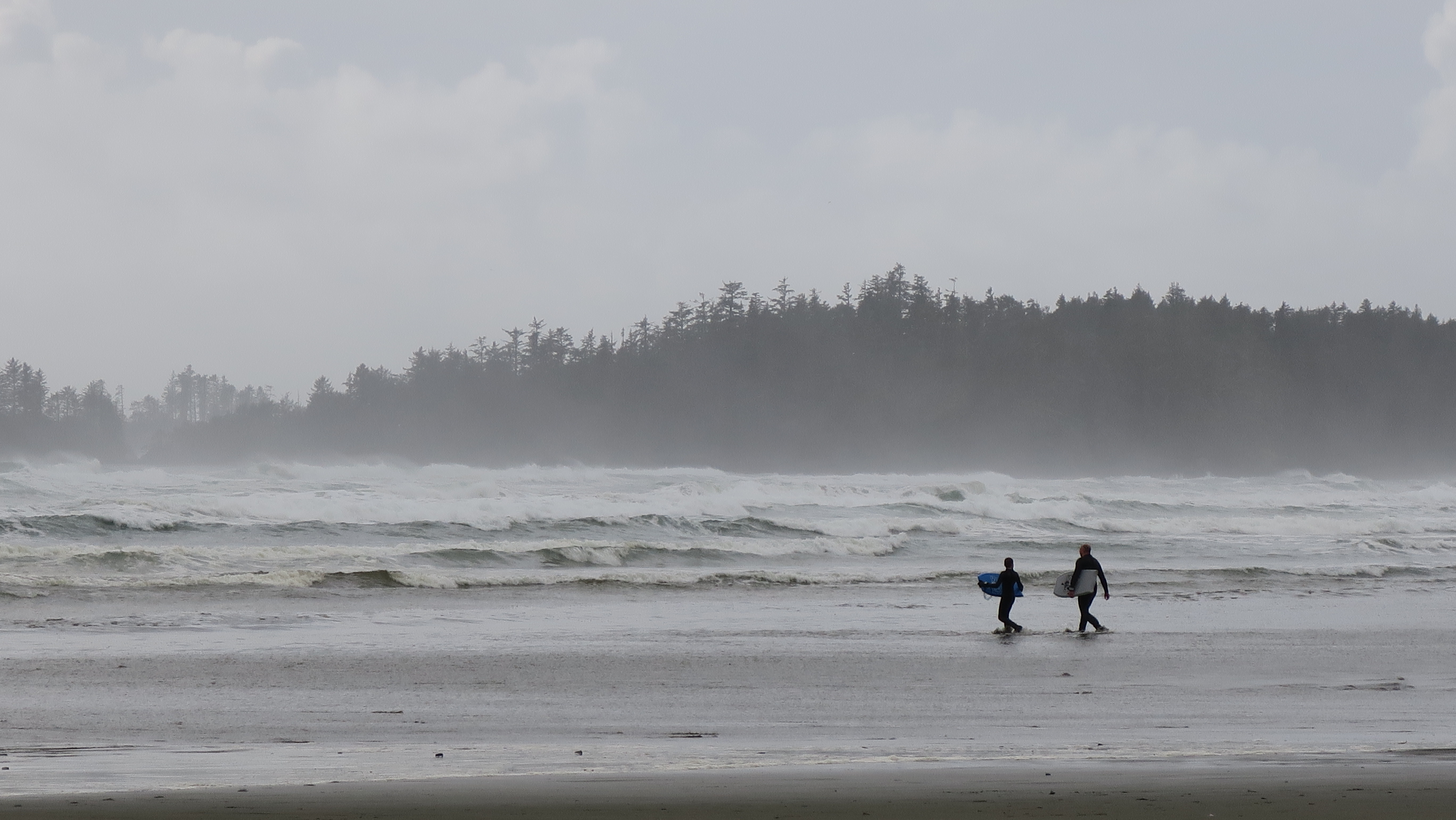

퍼시픽림 국립공원(영어: Pacific Rim National Park)은 캐나다 브리티시컬럼비아주에 위치한 국립공원이다.